# Komolac
Komolac je jedan od dva gradska kotara grada Dubrovnika koji se nalazi u području Rijeke dubrovačke, a obuhvaća naseljena mjesta Komolac, Rožat i Prijevor.

## Zemljopisni položaj
Komolac se nalazi na Jadranskoj turističkoj cesti, 5 kilometara sjeverozapadno od Dubrovnika u pravcu Splita.

## Povijest
Na komolačkom groblju, u čijem je sastavu i srednjovjekovna crkva Sv. Duha, i danas postoji više nadgrobnih ploča koje datiraju još iz 15. i 16. stoljeća.
U prošlosti su, na izvoru rijeke Omble, stari Dubrovčani sagradili branu i mlinove, čiji je graditelj bio Paskoje Miličević. Isti graditelj je krajem 15. stoljeća tu sagradio kapelicu i rafineriju bakra.
Tijekom Domovinskog rata Komolac su gotovo u potpunosti spalile, uništile i popljačkale četničke horde.

## Gospodarstvo
U Komolcu se nalazi ACI Marina Dubrovnik u čijem sastavu je dvorac Sorkočević, otvoreni bazen, betonski gatovi s vezovima za jahte, caffe bar, restoran, trgovački centar i servis za jahte. 
U Komolcu se također nalazi i jedina trafostanica iz koje se Dubrovnik napaja električnom energijom, pa je tako Dubrovnik jedan od rijetkih svjetskih gradova koji se napajaju električnom energijom iz samo jedne trafostanice.
Glavne grane privrede u Komolcu su nautički turizam, turizam, trgovina i mali obrt.

## Stanovništvo
U Komolcu prema popisu stanovništva iz 2011. godine živi 320 stanovnika, uglavnom Hrvata katoličke vjeroispovjesti.
| broj stanovnika | 136   | 131   | 123   | 69    | 90    | 99    | 160   | 166   | 115   | 99    | 105   | 212   |       |       | 294   | 320   | 355   |
|                 | 1857. | 1869. | 1880. | 1890. | 1900. | 1910. | 1921. | 1931. | 1948. | 1953. | 1961. | 1971. | 1981. | 1991. | 2001. | 2011. | 2021. |

## Kultura
Od 1937. godine u mjestu djeluje Glazba Komolac.

## Šport
Boćarski klub Komolac osvojio je kup Hrvatske za 2018. godinu. Na cesti između Komolca i Brgata održava se Memorijalna utrka 'Željko Đuratović'.

## Znamenitosti
Komolac je poznat i po izvoru najkraće svjetske rijeke, Omble s kojega se grad Dubrovnik opskrbljuje pitkom vodom još od vremena Dubrovačke Republike. Ombla je od svog izvora do ušća, koji se nalazi odmah podno slapa od izvora duga svega tridesetak metara.
Obilježje Komolca su svakako i brojni ljetnikovci dubrovačke vlastele koji su građeni u vrijeme Dubrovačke Republike. Jedan od njih je i dvorac Sorkočević koji je danas djelomično devastiran tijekom Domovinskog rata, a nalazi se u prostoru ACI Marine Dubrovnik smještene u Komolcu.
U samom naselju sačuvan je barokni ljetnikovac obitelji Bizzaro.